# Вегнер, Риа
Риа Вегнер (швед. Ria Wägner, 28 октября 1914 — 11 ноября 1999) — шведская писательница, журналистка, переводчица, телевизионный продюсер.

## Биография
Родилась в Стокгольме в 1911 году. Её родителями были писательница Эллен Рюделиус и журналист Харальд Вегнер. Её тётей была писательница и феминистка Элен Вегнер.
Родители Марии разошлись в 1922 году, и она осталась с матерью. Вместе с ней она жила в Риме, где два года училась в школе, в которой преподавали английские монахи. По возвращении в Швецию она поступила учиться в школу Whitlockska samskolan и окончила её в 1933 году. В дальнейшем она училась в Лундском университете, который окончила магистром в 1939 году.
Риа работала журналисткой в ежедневной газете Göteborgs Handels- och Sjöfartstidning, Nya Dagligt Allehanda, Vecko-Journalen и Veckorevyn. В 1962—1963 годах она была шеф-редактором газеты Idun. Была соавтором матери в книгах о путешествиях и кулинарии, занималась переводами.
В 1956 году начало работать шведское телевидение. Риа стала телеведущей со своей передачей Hemma med Ria («Дома с Риа»), которая транслировалась с 1956 по 1966 год. и с 1970 по 1978 год и освещала вопросы кулинарии, домашнего хозяйства, искусства и музыки.
Умерла в 1999 году в Лидингё. В её честь в 2014 году была переименована учреждённая в 2011 году шведская телевизионная премия TV-pris Ria.

## Личная жизнь
В 1939—1946 годах была замужем за журналистом Стаффаном Росеном, родив двух сыновей. С 1945 года жила с писателем Густавом Сандгреном, родив от него дочь Веронику Вегнер.